# مورغان ميرفي
مورغان ميرفي (بالإنجليزية: Morgan Murphy)‏ (و. 1981 – م) هي ممثلة، وكاتبة سيناريو، وممثلة تلفزيونية من الولايات المتحدة الأمريكية . ولدت في بورتلاند، أوريغون.

## روابط خارجية
- مورغان ميرفي على موقع IMDb (الإنجليزية)
- مورغان ميرفي على موقع ألو سيني (الفرنسية)
- مورغان ميرفي على موقع ميوزك برينز (الإنجليزية)
- مورغان ميرفي على موقع أول موفي (الإنجليزية)
- مورغان ميرفي على موقع أول ميوزيك (الإنجليزية)
- مورغان ميرفي على موقع ديسكوغز (الإنجليزية)
- مورغان ميرفي على موقع قاعدة بيانات الفيلم (الإنجليزية)
- مورغان ميرفي على موقع كينوبويسك (الروسية)